# Бреннер, Казимеж
Казимеж Бреннер, пол. Kazimierz Brenner, прозвище «Освенцим» (1 июня 1917 г., Новы-Сонч, Королевство Польское — 26 июня 1944 г., Шимбарк, Третий Рейх) — польский партизан, военнослужащий Войска Польского и Армии Крайовой; узник концентрационного лагеря Освенцим (лагерный номер 3551), сумевший совершить успешный побег.

## Биография
Казимеж Бреннер родился в 1917 году в Новы-Сонче в семье Юзефа и Анны Бреннер, его отец был железнодорожным слесарем.
После начала Второй мировой войны Бреннер был мобилизован в Войско Польское и служил в войсках связи в звании унтер-офицера. После капитуляции Польши попытался весной 1940 года пробраться во Францию и вступить в формирующуюся там польскую армию Сикорского, однако был арестован при попытке незаконного пересечения границы со Словакией и передан немецким оккупационным властям. После допроса в тюрьме гестапо в Новы-Сонче был отправлен в тюрьму в Тарнуве, откуда его депортировали в концлагерь Освенцим.
Прибыл в Освенцим 30 августа 1940 года, получил лагерный номер 3551.
5 апреля 1943 года совершил успешный побег из лагеря. В отместку полиция гестапо арестовала родителей Бреннера в Новы-Сонче, после чего их депортировали в Освенцим, где они впоследствии и погибли.
После побега Бреннер присоединился к партизанскому отряду «Żbik» (с польского: «Дикий кот»), действовавшему в Горлицком округе Армии Крайовой.
Погиб 26 июня 1944 года в окрестностях Шимбарка при атаке на немецкий конвой, перевозивший четырёх пленных партизан. Пленным удалось бежать, но отряд «Żbik» понёс потери: кроме погибшего Бреннера, был тяжело ранен Владислав Кедра по прозвищу «Тень». Кедра не смог уйти и попытался укрыться в поле, спрятавшись в стогу сена, но местный крестьянин выдал его немцам, и те расстреляли его на месте.
Казимеж Бреннер похоронен на приходском кладбище в Шимбарке.

## Память

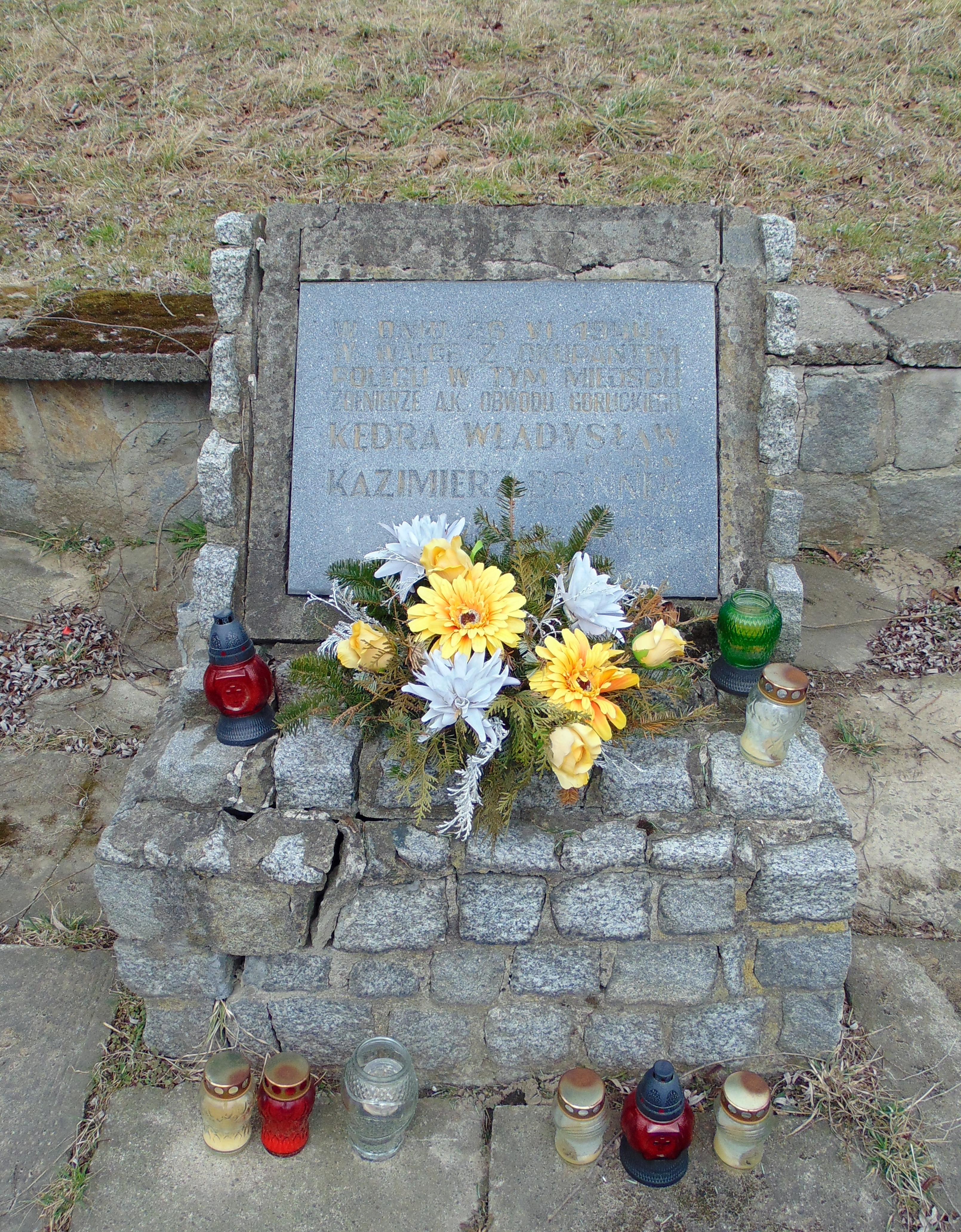
Памятник бойцам партизанского отряда «Żbik» Владиславу Кедре и Казимежу Бреннеру.

В 1989 году у дороги Грыбув-Горлице DK28 в Шимбарке был установлен памятник бойцам партизанского отряда «Żbik» Казимежу Бреннеру («Освенцим») и Владиславу Кедре («Тень»).